# Samuel Hines
Samuel Thomas Hines (ur. 31 lipca 1970 w Waszyngtonie) – amerykański koszykarz, występujący na pozycji rzucającego obrońcy.

## Osiągnięcia
Drużynowe
- Zdobywca superpucharu Włoch (2003)
- Finalista pucharu Włoch (2005)
- Uczestnik rozgrywek Pucharu Koracia (2000/01)

Indywidualne
- Lider strzelców PLK (1998, 2000)[1]
- Uczestnik:
  - meczu gwiazd:
    - PLK (1997, 1998)[2]
    - meczu gwiazd Polska – Gwiazdy PLK (1997)[3]

  - konkursu rzutów za 3 punkty PLK (1998)
- Najwyższa średnia zdobywanych punktów w PLK (23,3 – 1999/2000)[4]. Nie został sklasyfikowany na liście najlepszych strzelców z powodu rozegrania zbyt małej liczby spotkań (14).
- Lider strzelców II ligi francuskiej Pro B (1999)[5]